# Seweryn Kiełczewski

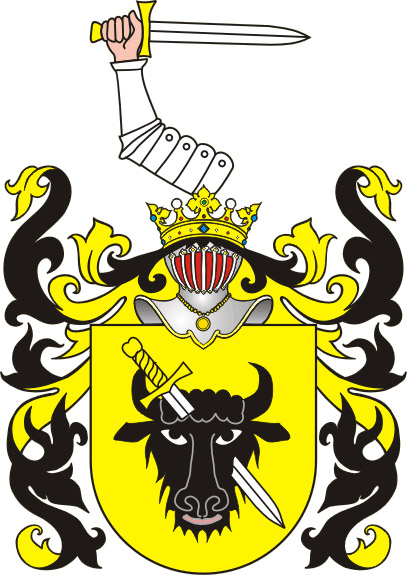
Herb Pomian

Seweryn Ernest Paweł Kiełczewski z Kiełczewa herbu Pomian (ur. 1810, zm. 1863) – polski szlachcic, właściciel ziemski, oficer wojsk polskich, uczestnik Powstania listopadowego.

## Życiorys
Seweryn Kiełczewski urodził się w miejscowości Skąpe, parafia Pilichowo, powiat konecki. Pochodził z rodziny szlacheckiej Kiełczewskich herbu Pomian. Był praprawnukiem Jana Kazimierza na Kiełczewie oraz synem szlachcica Tomasza Józefa Damiana Kiełczewskiego z Kiełczewa herbu Pomian i Józefy Strasz z Białaczowa herbu Odrowąż. Seweryn Kiełczewski był majorem wojsk polskich uczestnikiem Powstania listopadowego, gdzie był "ppor. 1 p. krakusów", a następnie "8.7.31 wziął dymisję dla słabości zdrowia. Po upadku powstania osiadł w swych majątkach Wiszniów i Piaski". Był członkiem Towarzystwa Rolniczego w Królestwie Polskim oraz członkiem Towarzystwa Ziemskiego Guberni Lubelskiej. W 1845 r. założył wraz z braćmi Władysławem, Gabrielem i Janem Rulikowskimi cukrownię w Mirczu. Był właścicielem dóbr Mircze, Piaski Luterskie, Wiszniów oraz dzierżawcą dóbr Udrycze.
Około 1830 roku wziął ślub z Józefą Szlubowską herbu Ślepowron. Kiełczewscy zamieszkali w majątku w Wiszniowie w powiecie hrubieszowskim, który zakupili od poprzednich właścicieli wsi - rodziny Świeżawskich. Kiełczewscy mieszkali w małym modrzewiowym dworze z początku XIX wieku. Seweryn Kiełczewski zmarł w roku 1863, w wieku 53 lat. Po ojcu majątek w Wiszniowie przejęli synowie Tadeusz, Józef i Władysław Kiełczewscy.

## Dzieci
1. Jadwiga Gabriela Elżbieta (1835-1835)
2. Cecylia Teresa Felicjana (po mężu Weyhert) (1836)
3. Bronisław Władysław Ignacy (1837)
4. Władysław Tadeusz Tomasz (1839)
5. Tadeusz Józef Kajetan (1840)
6. Zygmunt Ignacy Tomasz (1842)
7. Józef Romuald (1845)[4][7]

## Galeria

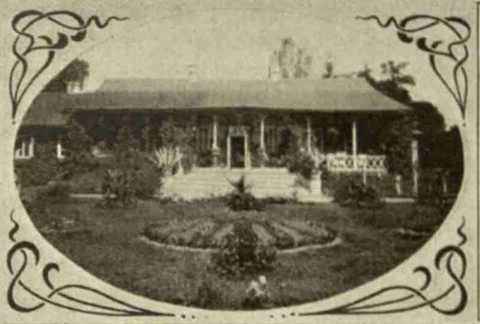
Dwór Kiełczewskich w Wiszniowie około 1910 r.
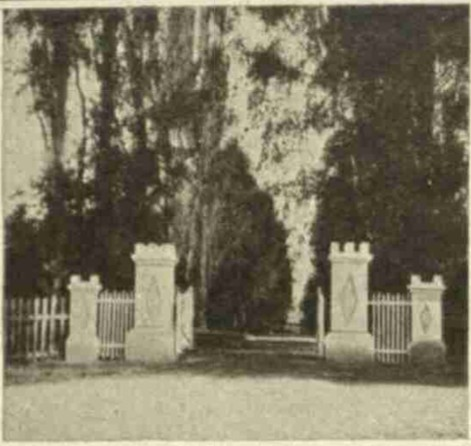
Neogotycka brama wjazdowa do dworu